# Habitatge al carrer Homenatge a la Vellesa, 15 (Bellpuig)
L'Habitatge al carrer Homenatge a la Vellesa, 15 és una casa de Bellpuig (Urgell) inclosa a l'Inventari del Patrimoni Arquitectònic de Catalunya.

## Descripció
És un edifici construït a base de carreus de pedra. Consta de planta baixa i tres pisos. A la planta baixa hi ha un porxo obert amb un arc carpanell; aquest porxo correspon a un corredor que uneix les cases d'aquest carrer. En aquest corredor s'obre la porta principal amb dues columnes nervades a les bandes que suporten un entaulament que té una inscripció il·legible. A la planta noble hi ha dues portes balconeres amb barana de ferro forjat i a la planta superior dues finestres amb basa. L'últim pis, que sobresurt de la resta d'edificacions dels costats, té dues finestres d'arc de mig punt.